# Union internationale des sciences préhistoriques et protohistoriques
 (mars 2025).
L'Union internationale des sciences préhistoriques et protohistoriques (UISPP) est une société savante internationale, qui regroupe des préhistoriens et protohistoriens. Elle est liée par l’intermédiaire du Conseil international de la philosophie et des sciences humaines (CIPSH) à l’UNESCO. Elle organise des congrès scientifiques internationaux, soutient des fouilles et édite des revues scientifiques.

## Histoire
La décision de créer la société est prise en 1865, lors d'un congrès de la Società italiana di scienze naturali (it). Elle est d'abord créée sous l'intitulé du Congrès paléoethnologique international, dont la première rencontre se tint en 1866. L'année suivante elle prit le nom de Congrès international d'anthropologie et d'archéologie préhistoriques (CIAAP),.
Un conseil permanent du CIAAP est créé en 1880 et des congrès réguliers continuèrent à se tenir jusqu'à ce que le déclenchement de la Première Guerre mondiale ne perturbe les réunions savantes, provoquant une interruption de la collaboration et des échanges internationaux. Après la guerre, des efforts pour faire revivre la tradition des congrès réguliers sont menés par l'Institut international d'anthropologie (IIA). Cependant, la structure et l'orientation de cette organisation se révélèrent inadéquates pour répondre aux besoins de la recherche préhistorique et protohistorique. La perspective internationale limitée de l'Institut et le rôle secondaire qu'il attribuait à la préhistoire et à la protohistoire conduisirent à des appels à la création d'un organisme plus spécialisé qui perpétuerait plus étroitement la tradition du CIAAP. En réponse, le Congrès international des sciences préhistoriques et protohistoriques (CISPP) fut créé en 1931, offrant une plateforme dédiée aux chercheurs actifs dans ces domaines. Cette nouvelle organisation visait à favoriser la collaboration internationale et à faire progresser la recherche en préhistoire et protohistoire, comblant ainsi les lacunes laissées par son prédécesseur. Le premier congrès se tint à Londres en 1932, le congrès suivant eut lieu à Oslo en 1936.
Cependant, la montée du fascisme et le déclenchement de la Seconde Guerre mondiale eurent un impact significatif sur les activités du CISPP, entraînant l'annulation du troisième congrès prévu pour 1940 à Budapest. Aucun congrès majeur n'eut lieu entre 1936 et 1950, jusqu'à ce qu'un effort concerté de chercheurs de toute l'Europe rétablît la tradition des congrès internationaux réguliers pour les sciences préhistoriques et protohistoriques, avec le premier congrès d'après-guerre à Zurich en 1950. En 1955, le conseil permanent décida d'affilier le CISPP au Conseil international de la philosophie et des sciences humaines (CIPSH), une organisation membre de l'UNESCO. Ce changement nécessita une modification du nom, et en 1956, le CISPP devint l'Union internationale des sciences préhistoriques et protohistoriques (UISPP). Les congrès de l'UISPP devinrent alors un forum essentiel pour les échanges scientifiques, comblant le fossé entre les chercheurs des deux côtés du rideau de fer, malgré les tensions de la guerre froide. Ce rôle de vecteur de dialogue Est-Ouest fut rendu possible grâce à l'adhésion au principe de neutralité intellectuelle, qui explicitement ne considère pas les participants comme des représentants d'un État ou d'un gouvernement. Cette approche s'avéra essentielle pour favoriser un environnement de débat universitaire ouvert, transcendant les frontières politiques et les différences idéologiques. En 2019, l'UISPP devint membre de l'Union académique internationale (UAI).

### Liste des dirigeants depuis l'adoption des statuts actuels en 2011
| Identité                         | Période        | Période   | Durée            |
| Identité                         | Début          | Fin       | Durée            |
| -------------------------------- | -------------- | --------- | ---------------- |
| Luiz Oosterbeek (d) (né en 1960) | septembre 2011 | juin 2018 | 6 ans et 9 mois  |
| Marta Arzarello (d)              | juin 2018      | mai 2023  | 4 ans et 11 mois |
| Dirk Brandherm (d)               | mai 2023       | En cours  | 1 an et 10 mois  |

| Identité                                     | Période        | Période        | Durée           |
| Identité                                     | Début          | Fin            | Durée           |
| -------------------------------------------- | -------------- | -------------- | --------------- |
| Jean Bourgeois (d) (né en 1955)              | septembre 2011 | mars 2017      | 5 ans et 6 mois |
| Janusz Krzysztof Kozłowski (d) (1936 - 2025) | mars 2017      | septembre 2018 | 1 an et 6 mois  |
| François Djindjian (né en 1950)              | juin 2018      | septembre 2023 | 5 ans et 3 mois |
| Barbara E. Barich (d)                        | septembre 2023 | octobre 2024   | 1 an et 1 mois  |
| Jacek Kabaciński (d)                         | novembre 2024  | En cours       | 4 mois          |

## Congrès du CISPP et de l'UISPP
La fréquence des congrès de l'UISPP a évolué au fil du temps. Initialement quadriennaux, ils sont devenus quinquennaux en 1966 suite à l'affiliation de l'UISPP au CIPSH, conformément aux directives de l'UNESCO. Depuis 2011, les congrès mondiaux se tiennent tous les trois ans, avec l'objectif d'alterner entre l'Europe et d'autres continents.
| Ier Congrès    | Londres, Royaume-Uni           | 1-6 août 1932                        |
| IIe Congrès    | Oslo, Norvège                  | 3-8 août 1936                        |
| IIIe Congrès   | Zurich, Suisse                 | 14-19 août1950                       |
| IVe Congrès    | Madrid, Espagne                | 21-27 avril 1954                     |
| Ve Congrès     | Hambourg, Allemagne de l'Ouest | 24-30 août 1958                      |
| VIe Congrès    | Rome, Italie                   | 29 août-3 septembre 1962             |
| VIIe Congrès   | Prague, Tchécoslovaquie        | 21-27 août 1966                      |
| VIIIe Congrès  | Belgrade, Yougoslavie          | 9-15 septembre 1971                  |
| IXe Congrès    | Nice, France                   | 13-18 septembre 1976                 |
| Xe Congrès     | Mexico, Mexique                | 19-24 octobre 1981                   |
| XIe Congrès    | Mayence, Allemagne de l'Ouest  | 31 août-4 septembre 1987             |
| XIIe Congrès   | Bratislava, Tchécoslovaquie    | 1-7 septembre 1991                   |
| XIIIe Congrès  | Forlì, Italie                  | 8-14 septembre 1996                  |
| XIVe Congrès   | Liège, Belgique                | 2-8 septembre 2001                   |
| XVe Congrès    | Lisbonne, Portugal             | 4-9 septembre 2006                   |
| XVIe Congrès   | Florianópolis, Brésil          | 4-10 septembre 2011                  |
| XVIIe Congrès  | Burgos, Espagne                | 1-7 septembre 2014                   |
| XVIIIe Congrès | Paris, France                  | 4-9 juin 2018                        |
| XIXe Congrès   | Meknès, Maroc                  | 2-7 septembre 2021                   |
| XXe Congrès    | Timișoara, Roumanie            | 5-9 septembre 2023                   |
| XXIe Congrès   | Poznań, Pologne                | prévu du 31 août au 4 septembre 2026 |

Le XIe congrès mondial de l'UISPP devait initialement se tenir à Southampton en 1986. Cependant, la décision du comité d'organisation britannique d'exclure, pour des raisons politiques, les archéologues sud-africains et namibiens, malgré l'opposition déclaré de beaucoup d'entre eux à l'apartheid et en violation des statuts de l'UISPP, conduit l'UISPP à retirer son soutien au congrès et à reporter le XIe Congrès mondial à 1987. Le comité d'organisation britannique maintint le congrès prévu à Southampton sous le nouveau nom de Congrès mondial d'archéologie (WAC). La majorité des membres de l'UISPP rejetèrent cette scission, la considérant comme une division des chercheurs et une démarche opportuniste. En revanche, les membres du WAC critiquèrent l'UISPP pour son approche jugée archaïque et bureaucratique, centrée sur une vision occidentale de l'archéologie,.
Malgré ces divisions initiales, l'UISPP a maintenu son activité, restant axée sur la recherche préhistorique et protohistorique. Le WAC, quant à lui, a évolué pour se concentrer principalement sur des approches politiquement engagées et le plaidoyer. Les deux organisations ont ainsi développé des champs d'action différents. Depuis 2005, les relations entre l'UISPP et le WAC ont repris, marquant une nouvelle ère de coopération dans le domaine de l'archéologie mondiale.

## Prix de l'UISPP
L'UISPP décerne plusieurs prix[réf. nécessaire].

## Publications de l'UISPP
L'UISPP publie les actes de ses conférences ainsi que diverses publications.